# Croatian Indoors 1998
Il Croatian Indoors 1998 è stato un torneo di tennis giocato sul cemento indoor. È stata la 3ª edizione del Croatian Indoors che fa parte della categoria International Series ell'ambito dell'ATP Tour 1998. Si è giocato a Spalato in Croazia dal 2 all'8 febbraio 1998.

## Campioni

### Singolare
Goran Ivanišević ha battuto in finale  Greg Rusedski con il punteggio di 7–6(3), 7–6(5)

### Doppio
Martin Damm /  Jiří Novák hanno battuto in finale  Fredrik Bergh /  Patrik Fredriksson con il punteggio di 7–6(3) 6–2